# Agrophogonus kiellandi
Agrophogonus kiellandi är en mångfotingart som beskrevs av Hoffman 2005. Agrophogonus kiellandi ingår i släktet Agrophogonus och familjen Gomphodesmidae. Inga underarter finns listade i Catalogue of Life.